# キャロル郡 (ニューハンプシャー州)
キャロル郡（英: Carroll County）は、アメリカ合衆国ニューハンプシャー州にある郡。人口は5万0107人（2020年）  。郡庁所在地はオシピーである。
郡は1840年に、隣のストラッフォード郡から分離・組織された。郡名はアメリカ独立宣言署名者として知られるチャールズ・キャロル・オヴ・カロルトンから付けられた。彼は署名者の中で一番長生きし、1832年に没した。

## 地理
アメリカ合衆国統計局によると、この郡は総面積2,570 km2 (992 mi2) である。このうち2,420 km2 (934 mi2) が陸地で、150 km2 (58 mi2) が水地域である。総面積の5.89%が水地域となっている。

### 隣接する郡
- コーアス郡（北）
- オックスフォード郡 (メイン州)（北東）
- ヨーク郡 (メイン州)（南東）
- ストラッフォード郡（南）
- ベルナップ郡（南西）
- グラフトン郡（西）

## 人口動静

キャロル郡の人口ピラミッド

2000年現在の国勢調査で、この郡は43,666人、18,351世帯、及び12,313家族が暮らしている。人口密度は18/km2 (47/mi2) で、14/km2 (37/mi2) の平均的な密度に34,750軒の住居が建っている。この郡の人種的構成は白人98.22%、アフリカン・アメリカン0.17%、先住民0.28%、アジア系0.38%、太平洋諸島系0.01%、その他の人種0.17%、及び混血0.77%で、人口の0.48%がヒスパニックまたはラテン系である。人口のうちイングランド人22.5%、アイルランド人15.6%、アメリカ人10.5%、フランス人9.7%、ドイツ人6.7%、イタリア人5.8%、スコットランド人5.2%をそれぞれ祖先に持っている。人口の96.5%が英語を話し、1.6%がフランス語を母語としている。
18,351世帯のうち、27.40%が18歳未満の子供と暮らしており、55.30%は夫婦で生活している。7.80%は未婚の女性が世帯主であり、32.90%は家族以外の住人と同居している。26.60%は独身の居住者が住んでおり、11.10%は65歳以上で独居である。1世帯の平均人数は2.35人であり、家庭の場合は2.82人である。
この郡内の住民は22.60%が18歳未満の未成年、18歳以上24歳以下が5.30%、25歳以上44歳以下が26.50%、45歳以上64歳以下が27.70%、及び65歳以上が17.80%にわたっている。中央値年齢は42歳である。女性100人ごとに対して男性は96.60人いて、18歳以上の女性100人ごとに対して男性は94.20人いる。
この郡の世帯ごとの平均的な収入は39,990米ドルであり、家族ごとでは46,922米ドルである。男性の31,811米ドルに対して女性は23,922米ドルの平均的な収入がある。この郡の一人当たりの収入 (per capita income) は21,931米ドルである。人口の7.90%及び家族の5.50%は貧困線以下である。全人口のうち18歳未満の10.00%及び65歳以上の6.70%は貧困線以下の生活を送っている。

## 郡内の自治体

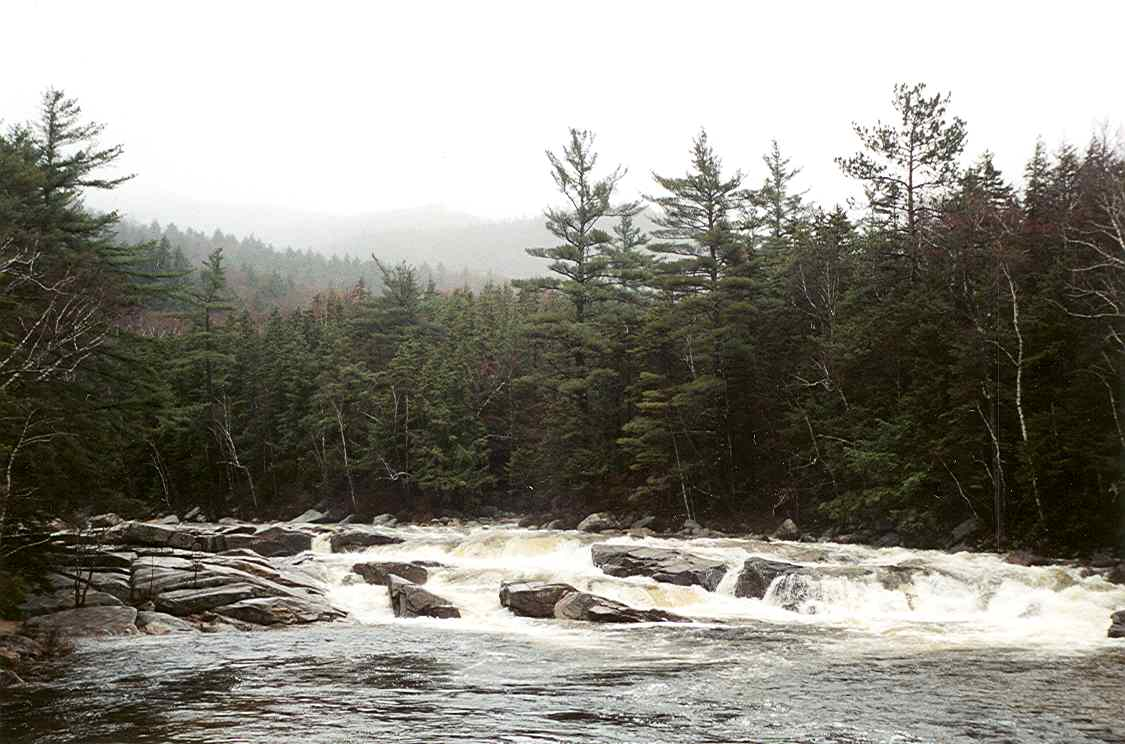
郡内を流れるスウィフト川のローアー滝付近。

- オールバニ（en:Albany, New Hampshire）
- バートレット（en:Bartlett, New Hampshire）
- ブルックフィールド（en:Brookfield, New Hampshire）
- チャタム（en:Chatham, New Hampshire）
- コンウェイ（Conway）
- イートン（en:Eaton, New Hampshire）
- エフィンガム（en:Effingham, New Hampshire）
- フリーダム（en:Freedom, New Hampshire）
- ハーツ・ロケーションen:Hart's Location, New Hampshire）
- ジャクソン（en:Jackson, New Hampshire）
- マディソン（en:Madison, New Hampshire）
- ムールトンボロ（en:Moultonborough, New Hampshire）
- オシピー（Ossipee）
- サンドウィッチ（en:Sandwich, New Hampshire）
- タムワース（en:Tamworth, New Hampshire）
- タフトンボロ（en:Tuftonboro, New Hampshire）
- ウェイクフィールド（en:Wakefield, New Hampshire）
- ウルフボロ（en:Wolfeboro, New Hampshire）